# The Magic Bullet (Angel)
The Magic Bullet conocido en los doblajes de América Latina y España bajo la traducción literal de La Bala Mágica, es el décimo noveno episodio de la cuarta temporada de la serie de televisión estadounidense Ángel. El guion principal del episodio y la dirección estuvieron a cargo de Jeffrey Bell. Su transmisión original en los Estados Unidos fue el 16 de abril de 2003.
En este episodio Fred convertida en una fugitiva lucha por liberar a sus amigos del extraño hechizo que los ata a la voluntad de Jasmine cuyo control mental se ha extendido a todas las personas de Los Ángeles.   

## Argumento
Con tan solo una semana pasada tras la aparición pública de Jasmine en los diferentes medios de comunicación, toda la ciudad de Los Ángeles está bajo el encanto del antiguo poder superior, quien hasta la fecha ha continuado liderando la búsqueda por Fred con ayuda del resto de Investigaciones Ángel. Jasmine pone en práctica un extraño ritual con el que se conecta mentalmente con todas las personas que tiene bajo su control para localizar fácilmente a Fred y de alguna manera consigue sincronizar sus pensamientos con Ángel y la pandilla.
En un intento por eludir a las marionetas de Jasmine, Fred se encuentra con un pequeño demonio carnívoro que alega estar de su lado, debido a que los dos son muy parecidos: ambos son fugitivos por culpa de un enemigo en común. A pesar de que se ve obligada a exterminar al demonio en un acto de defensa propia, Fred finalmente comprende por qué solo ella y John Stoller fueron los únicos en descubrir a Jasmine tal cual es. Ante dicho descubrimiento Fred se entrega voluntariamente en una biblioteca con un seguidor de Jasmine quien llama a su ama en compañía de Connor y Ángel. Fred aprovecha la oportunidad para dispararle en el hombro a Jasmine, cuya bala también perfora el hombro de Ángel permitiéndole al vampiro ver a Jasmine de la misma manera que su amiga. Ambos escapan de la biblioteca, dado que no pudieron hacer lo mismo con Connor. Jasmine comprende que su sangre puede anular el hechizo que produce en las personas y regresa al Hyperion para convencer al resto de la pandilla y a sus seguidores de matar a Fred y a Ángel.   
Ángel y Fred deciden que para derrotar a Jasmine hace falta reforzarse en números y como respuesta ambos se infiltran al Hyperion donde consiguen algo de la sangre de Cordelia quien todavía se encuentra en coma. Dado que la vidente fue la madre de Jasmine, Fred y Ángel tienen la esperanza de que la sangre de Cordelia tenga el mismo efecto que la de Jasmine. Dicha teoría resulta un éxito al conseguir despertar del control mental a Lorne, Gunn y Wesley. Mientras en tanto Jasmine se recupera de los balazos que sufrió por parte de Fred y se come a tres de sus seguidores aparentemente para recuperarse completamente. Ángel convence a sus amigos de curar a Connor también y lo infectan con la sangre de Cordelia. Sin embargo para la sorpresa de todos, Connor sigue bajo el control de Jasmine y se prepara para atraparlos junto a los seguidores de Jasmine.  

## Elenco

### Principal
- David Boreanaz como Ángel.
- Charisma Carpenter como Cordelia Chase.
- J. August Richards como Charles Gunn.
- Amy Acker como Winifred Burkle.
- Vincent Kartheiser como Connor.
- Alexis Denisof como Wesley Wyndam-Pryce.

## Producción
Este episodio fue la primera experiencia del guionista Jeffrey Bell como un director. "Cual era la palabra?" Comento Bell cuando se le preguntó como se sintió al dirigir. "Es Terrofico."

### Música
Wouldn't It Be Nice- de los Beach Boys. Tocada en la primera escena del episodio.  

### Continuidad
- Ángel, Wes, Gunn y Lorne son expuestos al verdadero rostro "literalmente" de Jasmine.
- Se revela que Jasmine come personas.
- Connor parece ser inmune a la sangre de Jasmine.
- Ha pasado por lo menos una semana desde que Fred se convirtió en una fugitiva.
- Wesley comenta que ya había secuestrado anteriormente a Connor.